# Bimini Code
Bimini Code est un film américain réalisé par Barry Clark sorti directement en vidéo en 1983.

## Synopsis
Stacey (Vickie Benson) et Cheryl (Kristal Richardson) partent en expédition dans le Triangle des Bermudes pour y rechercher un jeune garçon disparu dans des circonstances étranges.

## Distribution
- Vickie Benson : Stacey
- Kristal Richardson : Cheryl
- Rosanna Simanaitis : Magda von Cress / Madame X
- Hulk Hogan : Rick (non crédité au générique)